# 어맨다 파머
어맨다 파머(Amanda Palmer, 1976년 4월 30일 ~ )는 미국의 싱어송라이터이다.